# يان ماريك
يان ماريك (بالتشيكية: Jan Marek)‏ هو لاعب هوكي الجليد تشيكي، ولد في 31 ديسمبر 1979 في يندريخوف هرادتس في التشيك، وتوفي في 7 سبتمبر 2011 في ياروسلافل في روسيا.

## وصلات خارجية
- يان ماريك على موقع دوري الهوكي الوطني (الإنجليزية)
- يان ماريك على موقع دوري الهوكي للقارات (الإنجليزية)
- يان ماريك على موقع EliteProspects.com (الإنجليزية)
- يان ماريك على موقع Eurohockey.com (الإنجليزية)
- يان ماريك على موقع HockeyDB.com (الإنجليزية)